# Pereira Barreto (ort)
Pereira Barreto är en ort i Brasilien.   Den ligger i kommunen Pereira Barreto och delstaten São Paulo, i den södra delen av landet, 600 km sydväst om huvudstaden Brasília. Pereira Barreto ligger 361 meter över havet och antalet invånare är 22 537.
Terrängen runt Pereira Barreto är platt. Pereira Barreto är det största samhället i trakten.
Omgivningarna runt Pereira Barreto är en mosaik av jordbruksmark och naturlig växtlighet. Runt Pereira Barreto är det ganska glesbefolkat, med 32 invånare per kvadratkilometer.